# الکسی کیسلیوف (بوکسور)
الکسی کیسلیوف (روسی: Алексей Иванович Киселёв؛ ۱۷ مارس ۱۹۳۸ – ۱۹ ژوئن ۲۰۰۵) بوکسور اهل اتحاد جماهیر شوروی سوسیالیستی بود.
وی در مسابقات کشوری و بین‌المللی در مجموع برندهٔ ۳ مدال نقره شده‌است.